# Renault AMC 6x6 (бронетранспортер)
Renault AMC 6x6(фр. фр. Armoured Multirole Carrier) — багатоцільовий бронетранспортер AMC середнього класу для використання збройними силами, що беруть участь у найскладніших і мінливих бойових умовах.

## Загальний опис
Машина має високу мобільність, високий рівень захисту (четвертий рівень захисту за стандартами НАТО), велику вантажопідйомність та внутрішній об'єм для розміщення до 11 солдатів у повному екіпіруванні.
AMC — база для створення сімейства машин 6х6 і 8x8: бронетранспортер, бойова машина піхоти, розвідувальна машина, командний пункт, медична машина, машина вогневої підтримки, артилерійський спостережний пост, машина радіо-біо-хімічної розвідки, розмінування тощо.
На машині можлива установка різних систем озброєння, наприклад гранатомета, міномета або дистанційно керованої консолі озброєння. На виставці Eurosatory 2008 був продемонстрований варіант з консоллю UT 30 від Elbit Systems, оснащеною автоматичною 30-мм гарматою і двома протитанковими ракетами.

## Параметри
Renault AMC 6x6 — багатоцільовий броньований автомобіль 20-тонного класу, призначений для перевезення піхоти і розміщення зброї (міномет, гармата тощо).
Базовий варіант АМС 6х6 має основну бойову масу 18-23 тонни, корисне навантаження від 6,5 до 10,5 тонн. Ця високомобільна машина дозволяє встановлювати різні захисні комплекти в залежності від виконуваних завдань.
Привод машини оснащено 6-циліндровим дизельним двигуном Renault DXi 11 з емісією, відповідної EuroV з максимальною потужністю 460 к.с., і максимальним обертовим моментом 2151 Нм, що дозволяє розвивати швидкість 100 км/год, і запасом ходу 700 км при 90 км/год.

## Основні характеристики

### Розміри
Загальна довжина: 6,3 м.
Загальна ширина: 2,55 м.
Загальна висота: 2,2 м.
Дорожній просвіт: 0,45 м.
Кількість місць: 11.
Внутрішній об'єм: 11 м³.

### Двигун
Тип: Renault DXi 11
Технічні характеристики: Дизель — 6 циліндрів.
Відповідність емісії: EuroV.
Максимальна потужність: 460 к.с.
Максимальний крутний момент: 2151 Nm

### Вага
Споряджена маса: 11,5 т.
Вантажопідйомність: 10,5 т.
Бойова маса (макс.): 22 т.

### Захист
Рівень 4/5 згідно зі стандартом STANAG 4569

### Трансмісія
Привод: Постійно включений повний привід 6x6

Коробка передач: автоматична HP600 або HP900

Роздавальна коробка: Одношвидкісна

Шини: 1400 R20 з системою центральної підкачки (Central Tyres Inflation System, CTIS) і вставками для руху в спущеному стані

Підвіска: незалежна для кожного колеса, подвійними поперечними важелями і пружинами

Гальма: двоконтурні пневматичні із системою ABS

## Додаткові характеристики
Максимальна швидкість: 100 км/год

Запас ходу при швидкості 90 км/год 750 км

Долається траншея: 1,5 м

Долається без підготовки водна перешкода: 1,5 м

Долається вертикальна перешкода: 0,7 м

Радіус розвороту: 17 м

Градієнт: 60 %

Ухил: 30 %

Транспортабельність повітряним транспортом: A400M, С-130

## Додаткові варіанти
Арктичний обігріваючий комплект (-40 ° С)

Кондиціонер

Амфібійний комплект

Гібридна трансмісія

Комплект захисту від ЗМУ

Система пожежогасіння

Навісна броня

Система зброї залежно від виконуваних завдань або бажання замовника.